# Yuri Mitropolski
Yuri Mitropolski (ucraïnès: Юрій Олексійович Митропольський)  (Schishaki, 3 de gener de 1917 - Kíiv, 14 de juny de 2008), transliterat de diverses formes: Mytropolsky, Mitropolskiy, Mitropolskii o Mitropolʹskij, va ser un matemàtic soviètic.

## Vida i obra
Mitropolski va néixer a la província de Poltava mentre el seu pare era soldat al front de la Primera Guerra Mundial; quan el pare va ser llicenciat el 1919, la família se'n va anar a viure a KIev. Va començar els estudis universitaris a la universitat de Kíiv el 1938, però van ser interromputs per la invasió nazi durant la Segona Guerra Mundial. El 1941 es va traslladar, amb la universitat, a Alma Ata i es va graduar el 1942 a la universitat estatal del Kazakhstan. El 1942, després de la formació militar a l'acadèmia militar de Riazan, va ser mobilitzat i destinat com tinent al front de l'Estepa.
El 1946, un cop desmobilitzat, va retornar a Kiev i es va incorporar a l'Institut de Mecànica de l'Acadèmia de Ciències de l'RSS d'Ucraïna, on va treballar sota la direcció de Nikolai Bogoliúbov. El 1951 va defensar la seva tesi doctoral, i, a partir d'aquesta data, va passar a l'Institut de Matemàtiques de l'Acadèmia, a més de ser professor a la universitat de Kiev. Des de 1958 fins que es va jubilar el 1988 va ser el director de l'Institut de Matemàtiques de l'Acadèmia; a partir de la seva jubilació i fins a la seva mort en va ser el president honorari.
Les aportacions més importants de Mitropolski estan relacionades amb el desenvolupament de la teoria de les oscil·lacions no lineals i amb els sistemes dinàmics. Va publicar un bon nombre d'articles científics i una trentena de monografies, individuals i col·lectives. També va impartir conferències sobre mètodes moderns de mecànica no lineal a universitats de tot el món i va participar en els treballs de nombroses conferències dedicades a les equacions diferencials.